# Procesy fluwioglacjalne
Procesy fluwioglacjalne - procesy związane z rzeźbotwórczą działalnością wód pochodzących z topniejących lodowców (wód ablacyjnych). Wody te mają bardzo dużą zdolność erozyjną. W zależności od ilości wody, odporności skał podłoża i długości tych procesów, wody polodowcowe żłobią w podłożu zagłębienia w postaci mis i rynien polodowcowych, a także przyczyniają się do powstania pradolin. 
Do akumulacyjnej działalności wód polodowcowych zaliczane są stożki i równiny sandrowe. Woda płynąca korytami rzek wewnątrzlodowcowych także akumuluje materiał. Powstają wtedy m.in. ozy oraz kemy.